# ثورفالد مادسن
ثورفالد مادسن (بالدنماركية: Thorvald Madsen)‏‏ (1870-1957) هو طبيب وعالم بكتيريا دنماركي، ولدَ في 18 فبراير 1870 في فريدريكسبرغ، وتوفي في 14 أبريل 1957 في غورسلاف. عمل مديرًا لمعهد ستاتنز سيروم في الفترة ما بين 1910 إلى 1940.
حصل على ميدالية بوكانان عام 1932، وذلك نظرًا لعمله النظري والعملي الهام جدًا على المناعة، خاصةً فيما يتعلق بترياق الخناق.